# Vincent Restencourt
Vincent Restencourt (né le 28 juillet 1981 à Louviers en Normandie) est un patineur artistique et entraîneur français. Il a été vice-champion de France en 1999 et double vice-champion du monde junior en 1999 et 2000.

## Biographie

### Carrière sportive

#### Enfance
Vincent Restencourt a commencé à patiner dès l'âge de 6 ans. C'est sa sœur, qui était patineuse artistique, qui l'amena à ce sport. Grand et mince, il a des ambitions pour sa carrière lorsqu'il quitte sa région natale, la Normandie, pour venir s'entraîner à la patinoire de Colombes en Île-de-France auprès d'André Brunet. Celui-ci est déjà l'entraîneur de Philippe Candeloro, le champion français des années 1990, qui est une des idoles de Vincent. André Brunet parle déjà de Vincent en ces termes : « Suivez-le, ce ne sera pas un nouveau Candeloro, dont il n’a pas le style, mais il deviendra sûrement un patineur de calibre international.» Alors qu'il n'a encore que 16 ans, il se place déjà 8e des championnats de France élites à Besançon et devient champion de France junior à Cergy-Pontoise.

#### Saison 1998/1999
Après les adieux de Candeloro au patinage amateur, André Brunet voit son nouveau protégé commencer à faire parler de lui lors de la saison 1998/1999. Sa carrière s'accélère. En novembre 1998, lors des championnats du monde junior 1999 à Zagreb, Vincent Restencourt obtient la médaille d'argent derrière le russe Ilia Klimkin. Il devient ainsi vice-champion du monde junior. Le mois suivant, aux championnats de France élites à Lyon, il vise déjà le titre national après avoir remporté le programme court. Sans doute stressé par l'enjeu, il réalise un programme libre avec plusieurs erreurs et doit finalement s'incliner face à Laurent Tobel. Toutefois il devient vice-champion de France 1999, ce qui le qualifie pour ses premiers championnats d'Europe en janvier 1999 à Prague. Il réussit à se hisser directement dans le top 10 européen avec la 8e place. La France n'ayant qu'une seule place pour les championnats du monde de mars 1999 à Helsinki, cette place est réservée au champion de France, et Vincent Restencourt ne peut donc pas y participer. Néanmoins, il concourt pour la finale du grand-prix junior en mars et remporte la médaille d'or devant son rival russe Ilia Klimkin. Cette première saison internationale présage un bel avenir, alors que Vincent n'a pas encore dix-huit ans. André Brunet en conclura que Vincent Restencourt est "plus fort, plus professionnel que Candeloro au même âge".

#### Saison 1999/2000
Vincent Restencourt vise les sommets en incluant un quadruple saut dans son programme libre sur la musique du film Le Masque de Zorro de James Horner. Il participe pour la première fois aux épreuves du grand-prix sénior en novembre avec tout d'abord le Trophée Lalique en France. Il y prend une surprenante et inattendue médaille d'argent qui récompense l'audace du jeune patineur, qui en réussissant un quadruple saut (le boucle piqué), est le premier patineur français à réaliser cette performance en compétition. Il réalise aussi la combinaison triple axel-triple boucle piqué. "Avec mon entraîneur, André Brunet, on avait décidé de tout miser sur ces deux difficultés », explique-t-il. « Mais sur la note artistique, il reste du travail. Je suis encore junior." Il ne réitère pas sa performance au Trophée NHK où il ne prend que la 5e place. En décembre, aux championnats de France à Courchevel, il ne se classe que 3e, une déception. En janvier, grâce à sa médaille d'argent au Trophée Lalique, il est qualifié pour la finale du grand-prix qui est organisée en France à Lyon. Il y prend la 6e place. En février, il participe à ses deuxièmes championnats d'Europe qui ont lieu à Vienne mais régresse dans le classement continental en ne prenant que la 10e place. Début mars, il part pour les championnats du monde junior à Oberstdorf et conserve son titre de vice-champion du monde junior, derrière l'allemand Stefan Lindemann. Fin mars, étant donné qu'il s'est classé deuxième français des championnats d'Europe derrière Stanick Jeannette, il est qualifié pour ses premiers championnats du monde sénior organisés en France à Nice. Il réussit à améliorer son résultat des championnats d'Europe en entrant dans le top 10 mondial à la 9e place. Les résultats de cette saison sont prometteurs mais demandent à être confirmés à la saison suivante.

#### Saison 2000/2001
La saison commence moyennement. Sa sixième place au Skate America en octobre et sa 4e place au Trophée Lalique en novembre ne lui permettent pas de se qualifier pour la finale du grand-prix. En décembre, lors des championnats de France 2001 à Briançon, il conserve sa médaille de bronze, mais ce résultat reste décevant. Au vu des deux saisons précédentes, on attendait mieux de ses prestations. En désaccord depuis quelques mois avec André Brunet qui ne l'a pas accompagné lors de ces championnats de France, Vincent Restencourt décide de changer d'entraîneur début janvier, et rejoint l'équipe de Champigny-sur-Marne où officie Annick Gailhaguet. La 3e place nationale ne lui permettant pas de participer aux championnats d'Europe à Bratislava en janvier 2001, la France n'ayant que deux places pour les messieurs, Vincent décide de se consacrer à ses derniers championnats du monde junior à Sofia. Fin février, il se rend donc dans la capitale bulgare, où il vise le titre mondial junior après avoir obtenu par deux fois la médaille d'argent. Finalement, il échoue en obtenant toutefois la médaille de bronze, derrière deux futurs champions américains Johnny Weir et Evan Lysacek. Ce résultat va sans doute néanmoins lui permettre d'aller aux championnats du monde de mars 2001 à Vancouver, mais il ne réitérera pas son niveau de la saison passée, et va s'effondrer à la 19e place. Saison décevante pour Vincent Restencourt, qui a certes changé d'entraîneur, mais qui doit se ressaisir rapidement s'il ne veut pas se faire dépasser dans les classements par de jeunes patineurs français très prometteurs.

#### Saison 2001/2002
La saison olympique s'ouvre avec comme objectif les jeux olympiques d'hiver de février 2002 à Salt Lake City. Sa saison va être catastrophique. En novembre, il ne réussit à se classer que 11e du Trophée Lalique et doit abandonner à la Coupe de Russie après avoir été 11e du programme court. Ces très mauvais résultats sont confirmés le mois suivant aux championnats de France 2002 à Grenoble où il ne prend que la 6e place. Cette position est synonyme de fin de saison pour les grandes compétitions internationales. Il ne pourra ni participer aux championnats d'Europe, ni aux jeux olympiques, ni aux championnats du monde.

#### Saison 2002/2003
Après une saison ratée, il décide de poursuivre sa carrière amateur. En novembre, il se présente au Trophée Lalique puis au Trophée NHK, mais n'obtient que la 6e place aux deux compétitions. Aux championnats de France à Asnières-sur-Seine, il remonte dans le classement national au pied du podium, mais cela ne lui permet pas de postuler aux grandes compétitions internationales.

#### Saison 2003/2004
Vincent Restencourt sait qu'il a un fort potentiel technique mais qui reste fragile, et décide de se concentrer sur la note artistique qui lui fait parfois défaut. Mais en novembre, il n'est que 11e de la Coupe de Chine, puis 5e des championnats de France en décembre à Briançon. Vincent semble ne plus avoir le niveau qui était le sien et qui lui permettait de se battre au niveau international.

#### Saison 2004/2005
C'est l'ultime saison de Vincent Restencourt chez les amateurs. Il ne participe à aucune compétition du grand-prix et dégringole à la 11e place nationale à Rennes en décembre 2004. Il passe alors rapidement professionnel sans attendre les jeux olympiques d'hiver de 2006 à Turin.

### Reconversion
Vincent Restencourt décide de passer professionnel en 2005 et commence une carrière d'entraîneur. Il a commencé à officier à la patinoire de Franconville en Île-de-France.
Depuis juillet 2008, il entraîne à Aston près de Philadelphie en Pennsylvanie aux États-Unis dans un centre de formation comptant quatre patinoires. Il travaille aux côtés de Natalia Linitchouk et Guennadi Karponossov. Son travail est spécifiquement basé sur la technique et les sauts.
Depuis septembre 2022, il entraîne désormais à Besançon.

## Palmarès
| Compétition                   | 1997    | 1998    | 1999    | 2000    | 2001    | 2002    | 2003    | 2004    | 2005    |  |  |  |  |  |
| Jeux olympiques d'hiver       |         |         |         |         |         |         |         |         |         |  |  |  |  |  |
| Championnats du monde         |         |         |         | 9e      | 19e     |         |         |         |         |  |  |  |  |  |
| Championnats d’Europe         |         |         | 8e      | 10e     |         |         |         |         |         |  |  |  |  |  |
| Championnats de France        |         | 8e      | 2e      | 3e      | 3e      | 6e      | 4e      | 5e      | 11e     |  |  |  |  |  |
| Championnats du monde juniors | 21e     | 17e     | 2e      | 2e      | 3e      |         |         |         |         |  |  |  |  |  |
|                               |         |         |         |         |         |         |         |         |         |  |  |  |  |  |
| Grand Prix ISU                | 1996/97 | 1997/98 | 1998/99 | 1999/00 | 2000/01 | 2001/02 | 2002/03 | 2003/04 | 2004/05 |  |  |  |  |  |
| Finale du Grand Prix          |         |         |         | 6e      |         |         |         |         |         |  |  |  |  |  |
| Skate America                 |         |         |         |         | 6e      |         |         |         |         |  |  |  |  |  |
| Skate Canada                  |         |         |         |         |         |         |         |         |         |  |  |  |  |  |
| Coupe de Chine                |         |         |         |         |         |         |         | 11e     |         |  |  |  |  |  |
| Trophée de France             |         |         |         | 2e      | 4e      | 11e     | 6e      |         |         |  |  |  |  |  |
| Coupe de Russie               |         |         |         |         |         | A       |         |         |         |  |  |  |  |  |
| Trophée NHK                   |         |         |         | 5e      |         |         | 6e      |         |         |  |  |  |  |  |
| Légende : A = Abandon         |         |         |         |         |         |         |         |         |         |  |  |  |  |  |